# Xiang Yu

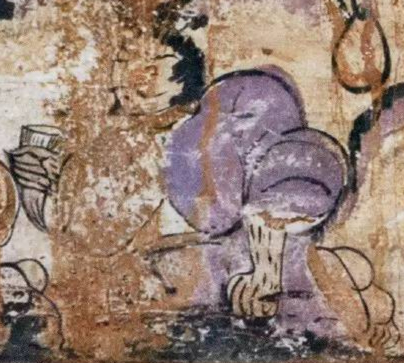
Fältmarskalken Xiang Yu avbildad på en Handynastifresk.

Xiang Yu (项羽), personnamn Xiang Ji (項籍),, född 232 f.Kr., död 202 f.Kr., var en kinesisk general som ledde rebellstyrkor. Han spelade en betydande roll i störtandet av Qindynastin 206 f.Kr. Xiang Yu var den främste tävlande om makten över Kina mot rebelledaren Liu Bang som senare vann slaget om makten och som grundande Handynastin.
Xiang Yu växte upp i riket Chu i Jiangsu under tiden för De stridande staterna. År 223 f.Kr erövras Chu av riket Qin som sedan år 221 f.Kr skapade Qindynastin.. Xiang Yu var stor, stark och känd som en mycket brutal krigsherre som stred för att störta Qindynastin. Under störtandet av Qindynastin 206 f.Kr. var Xiang Yu en av de viktigaste huvudpersonerna. Xiang Yu brände i slutfasen av upproret ner Qindynastins palats, och var sannolikt även ansvarig för förstörelsen av Terrakottaarmén. Efter Qindynastins fall under tiden för Arton Kungadömen stred Xiang Yu huvudsakligen mot Liu Bang om makten för den nya dynastin. Xiang Yu begick självmord i Anhui 202 f.Kr. efter slaget vid Gaixia när han insåg att spelet mot Liu Bang var förlorat och Liu Bang förklarade sig då som kejsare för Handynastin.